# Pieve di San Prospero (Vezzano Ligure)
La Pieve di San Prospero è stato un luogo di culto cattolico situato nella frazione di Bottagna del comune di Vezzano Ligure, in provincia della Spezia. 
Oggi la Pieve è sconsacrata ed è stata trasformata in un edificio rurale adibito, dapprima ad abitazione, in seguito a stalla.

## Storia
In epoca romana l'area su cui in futuro sarebbe sorto l'edificio era parte integrante del castrum di Vezzano. Grazie alla sua posizione elevata, l'avamposto militare fungeva da luogo di vedetta per controllare sia l'area costiera del golfo della Spezia, sia i territori posti alla confluenza dei fiumi Magra e Vara. 

Più tardi, in età alto medievale, la stessa posizione elevata del luogo costituì per gli abitanti un buon rifugio dalle scorrerie saracene.
Probabilmente le origini della Pieve di Vezzano, che era tra le più importanti dell'antica diocesi di Luni, sono da porre in relazione alla traslazione da Camogli in questo luogo riparato del corpo del suo titolare, Prospero di Tarragona, per porlo in salvo dalle incursioni saracene. Più tardi le sue reliquie furono trasportate a Reggio Emilia per iniziativa del Vescovo di questa località.
Il borgo è citato per la prima volta nel diploma dell'anno 963 dell'imperatore Ottone I, grazie al quale Adalberto, vescovo di Luni, vide accresciuti sia i propri poteri che i propri possedimenti.
L'antica Pieve di San Prospero e Ciro è citata anche in un privilegio del 1148 di papa Innocenzo III a Gottifredo Vescovo di Luni ed ebbe alle sue dipendenze quattro cappelle divenute poi parrocchiali in seguito al declino della pieve:
- Chiesa di Sant'Apollinare a Valeriano Lunense, ricordata come filiale nei Registri Vaticani dal XIII secolo e ricostruita nel 1702; [2]
- Chiesa di San Nicolò di Bari a Polverara, già menzionata nel 1297 e modificata nel XVII secolo; [3]
- Chiesa di Santa Maria Assunta a Carnea, già citata nel XIII secolo nei Registri Vaticani; [4]
- Chiesa dei Santi Cornelio e Cipriano a Beverino, citata come parrocchia dal 1292 e trasferita poi nel XVII secolo nella chiesa di Santa Croce in località Castello.[5]

Il triste declino dell'antico edificio di San Prospero, in Vezzano Superiore, è dovuto alla sua distanza dal centro abitato e all'accresciuta frequentazione della vicina canonica di Santa Maria, preferita dai fedeli dopo che venne completamente restaurata ed abbellita in seguito alle riforme ecclesiastiche dell'XI secolo e del XIII secolo.

## L'edificio
La Pieve, di architettura romanica, presentava i caratteri delle tipiche chiese lunigianesi a due navate.
La muratura moderna nasconde la colonna di divisione delle navate che aveva la funzione di sostegno e i due absidi asimmetrici presenti nella vecchia costruzione.
Nella cappella alla sinistra dell'ingresso è un Angelo nunziante, frammento di affresco di derivazione toscana, del XV secolo.

## Il luogo
Il luogo dell'antica Pieve è suggestivo per l'ampio panorama sul Golfo spezzino, le Alpi Apuane e per la visita dei vicini ruderi del primo castello medievale. 
Per la posizione ed il pregio storico l'edificio è stato annoverato tra i luoghi del cuore segnalati dal FAI.
Al giorno d'oggi, dopo anni di chiusura e abbandono, l'edificio sconsacrato è divenuto parte di un agriturismo. L'abitazione è stata costruita direttamente sul corpo della precedente chiesa.